# Associação Atlética Caldense
El AA Caldense es un equipo de fútbol de Brasil que juega en el Campeonato Brasileño de Serie D, la cuarta división nacional, y en el Campeonato Mineiro Módulo II, la segunda división del estado de Minas Gerais.

## Historia
Fue fundado el 7 de septiembre de 1925 en la ciudad de Poços de Caldas del estado de Minas Gerais por seguidores del FC Caldense como un club multideportivo con secciones en natación, baloncesto, tenis, fútbol sala, voleibol, críquet y tenis de mesa.
El 3 de abril de 1926 se fusiona con el Gambrinus FC y en 1968 juega por primera vez un partido en la ciudad de Belo Horizonte ante el Cruzeiro EC, partido que pierde 0-3, y tres años después logra el ascenso al Campeonato Mineiro por primera vez.
En 2002 gana por primera vez el Campeonato Mineiro venciendo a los grandes del estado como Atlético Mineiro, Cruzeiro EC y América Mineiro,[cita requerida] y con ello jugó por primera vez el desaparecido Supercampeonato Mineiro, donde se enfrentaron los cuatro mejores equipos del estado de Minas Gerais, terminando de subcampeón. El club permaneció en el Campeonato Mineiro hasta su descenso en 2007.
En 2009 regresa al Campeonato Mineiro, y en 2015 termina la primera fase del campeonato invicto, con lo que clasificó al Campeonato Brasileño de Serie D por primera vez en su historia, aunque al final de cuentas no le alcanzó para conseguir su segundo título estatal y perdió la final.

## Palmarés
- Campeonato Mineiro: 1

2002
- Torneio Incentivo Mineiro - FMF: 2

1975, 1983
- Torneio da Esperança FMF: 1

1980
- Primeira fase Campeonato Mineiro: 1

2015
- Torneio Mauro Ramos de Oliveira: 2

1966, 1967
- Copa Sul Triângulo: 1

1974
- Torneio Cidade de Poços de Caldas: 1

1977

## Jugadores

### Jugadores destacados
- Mauro
- Aílton Lira
- Casagrande
- Caio Cambalhota
- Léo Condé